# Alange
Alange je španělská obec situovaná v provincii Badajoz (autonomní společenství Extremadura).

## Poloha
Obec se nachází 79 km od města Badajoz a 24 od města Mérida v okrese Tierra de Mérida - Vegas Bajas a soudním okrese Mérida. V obci se nachází hrad z 9. století.

## Historie
V roce 1594 Alange, původním názvem Alhange, tvořila součást provincie León de la Orden de Santiago a čítala 186 obyvatel. V roce 1834 se obec stává součástí soudního okresu Mérida. V roce 1842 obec čítala 264 domácností a 960 obyvatel.

## Odkazy

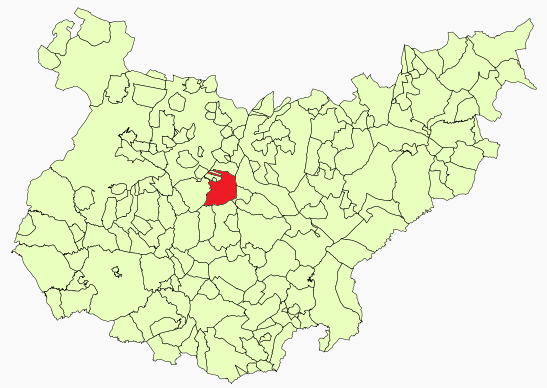
Poloha obce v provincii Badajoz

## Demografie
| Populace obce Alange z let (1842–2010) | Populace obce Alange z let (1842–2010) | Populace obce Alange z let (1842–2010) | Populace obce Alange z let (1842–2010) | Populace obce Alange z let (1842–2010) | Populace obce Alange z let (1842–2010) | Populace obce Alange z let (1842–2010) | Populace obce Alange z let (1842–2010) | Populace obce Alange z let (1842–2010) | Populace obce Alange z let (1842–2010) | Populace obce Alange z let (1842–2010) | Populace obce Alange z let (1842–2010) | Populace obce Alange z let (1842–2010) | Populace obce Alange z let (1842–2010) | Populace obce Alange z let (1842–2010) | Populace obce Alange z let (1842–2010) | Populace obce Alange z let (1842–2010) | Populace obce Alange z let (1842–2010) |
| -------------------------------------- | -------------------------------------- | -------------------------------------- | -------------------------------------- | -------------------------------------- | -------------------------------------- | -------------------------------------- | -------------------------------------- | -------------------------------------- | -------------------------------------- | -------------------------------------- | -------------------------------------- | -------------------------------------- | -------------------------------------- | -------------------------------------- | -------------------------------------- | -------------------------------------- | -------------------------------------- |
| 1842                                   | 1857                                   | 1860                                   | 1877                                   | 1887                                   | 1897                                   | 1900                                   | 1910                                   | 1920                                   | 1930                                   | 1940                                   | 1950                                   | 1960                                   | 1970                                   | 1981                                   | 1991                                   | 2001                                   | 2010                                   |
| 960                                    | 1 761                                  | 1 409                                  | 1 381                                  | 1 869                                  | 1 929                                  | 1 844                                  | 2 285                                  | 2 628                                  | 2 834                                  | 2 889                                  | 3 240                                  | 3 971                                  | 2 480                                  | 2 186                                  | 1 942                                  | 2 026                                  | 2 013                                  |